# Леджервуд, Николас
Ни́колас Уи́льям Ле́джервуд (англ. Nikolas William "Nik" Ledgerwood; 16 января 1985, Летбридж, Альберта, Канада) — канадский футболист, полузащитник. Выступал за сборную Канады.

## Клубная карьера
Леджервуд начал профессиональную карьеру в 2002 году канадском клубе «Калгари Сторм», который в то время выступал в USL A-League, втором уровне футбола США.
1 июля 2003 года заключил контракт на два года (с опцией продления ещё на два) с клубом немецкой Второй Бундеслиги «Мюнхен 1860». До начала 2006 года выступал за фарм-клуб в Региональной лиге «Юг», после чего был переведён в главную команду. Не сумев стать игроком основного состава «львов», в начале 2007 года был отправлен в полугодичную аренду в клуб «Ваккер Бургхаузен», который по итогам сезона 2006/07 выбыл из Второй Бундеслиги. Вернувшись в «Мюнхен 1860», стал получать регулярную игровую практику лишь в последних турах сезона 2007/08.
9 июня 2009 года, после шести лет проведённых в системе «Мюнхена 1860», Леджервуд подписал однолетний контракт с другим клубом Второй Бундеслиги — «Франкфурт».
12 июля 2010 года подписал двухлетний контракт с клубом немецкой Третьей лиги «Веен Висбаден». По окончании сезона 2011/12, отказавшись продлевать контракт на несколько улучшенных условиях, покинул «Веен».
В июле 2012 года Леджервуд подписал контракт с клубом Суперэттана «Хаммарбю», главным тренером которого являлся его бывший одноклубник по «Мюнхену 1860» американец Грегг Берхалтер. В подэлитном дивизионе Швеции дебютировал 4 августа 2012 года в матче против «Умео». 26 августа 2012 года в матче против «Фалькенберга» забил свой первый гол за «Хаммарбю».
В январе 2014 года Леджервуд вернулся в немецкую Третью лигу, подписав полугодичный контракт с клубом «Дуйсбург».
В июне 2014 года перешёл по свободному трансферу в ещё один клуб Третьей лиги — «Энерги Котбус», заключив контракт до июня 2016 года. 31 декабря 2015 года договор Леджервуда с «Энерги» был расторгнут по обоюдному согласию сторон.
12 января 2016 года стало известно, что Леджервуд возвращается в Канаду, где будет выступать за клуб «Эдмонтон» из Североамериканской футбольной лиги. В феврале 2017 года был назначен новым капитаном команды. По окончании сезона 2017 ФК «Эдмонтон» прекратил существование.
В 2018 году выступал за команду «Калгари Футхиллз», став чемпионом Премьер-лиги развития ЮСЛ.
29 ноября 2018 года Ник Леджервуд и Серхио Камарго были представлены в качестве первых двух игроков клуба «Кавалри» перед инаугуральным сезоном Канадской премьер-лиги. 13 ноября 2019 года переподписал контракт с клубом на сезон 2020. 17 декабря 2020 года продлил контракт с клубом на один год, на сезон 2021. 31 января 2022 года Леджервуд объявил о завершении футбольной карьеры.

## Международная карьера
В составе юношеской сборной Канады Леджервуд выступал на квалификационном турнире КОНКАКАФ к чемпионату мира 2001.
В составе молодёжной команды Канады участвовал в чемпионате мира 2003, сыграл на турнире в одном матче.
За главную сборную Канады дебютировал 22 августа 2007 года в матче против сборной Исландии. 6 сентября 2016 года в матче квалификации к чемпионату мира 2018 против сборной Сальвадора забил свой первый гол за национальную сборную.

## Тренерская карьера
16 февраля 2022 года Леджервуд вошёл в тренерский штаб «Кавалри» в качестве ассистента главного тренера Томми Уилдона-младшего и менеджера по связям с общественностью.